# Ricardo Feldman
Ricardo Feldman (São Paulo, 1966) é diretor criativo, editor, curador e autor. Realiza projetos em múltiplas plataformas como publicações, audiovisual, exposições e conteúdo digital.
Em 2001 cria a editora e produtora LIVRE Conteúdo e Cultura, pioneira no Brasil em branded content. Realiza projetos para Nestlé, Bradesco, Roche Farmacêutica e Peugeot. Cria e dirige a campanha publicitária C&A&VC para a marca C&A (2018). Desenvolve estratégias de cultura para uso de leis de incentivo. 
Como produtor e curador realiza exposições como as mostras Flávio de Carvalho Desveste a Moda Brasileira (MuBE-2010), Bailes do Brasil (Solar da Marquesa de Santos-2015), À Flor da Pele (Praça das Artes-2015) e Unconventional Chic Inspirée (São Paulo, Rio de Janeiro, Brasília-2011).
Na área editorial pesquisa temas com especial interesse no Brasil publicando sobre educação, literatura infantil, artes plásticas, música, moda e comportamento. Os livros Auditório Ibirapuera (2013) e Urbanas (2016) reforçam seu interesse pelas questões da cidade. É premiado pelo trabalho realizado para a revista Vhouse em edição especial sobre São Paulo (2014), e recebe o prêmio PINI de referência gráfica pela revista s/n, também escolhida como uma das 100 melhores revistas autorais independentes pela revista The Last Magazine. 
No campo audiovisual além de campanhas publicitárias produz e dirige os documentários Erudito Popular (2018) sobre música contemporânea brasileira, e Urbanas (2016) sobre a perspectiva de mulheres sobre empoderamento feminino na cidade.
Em 2019 publica em forma de guia cultural sua vasta pesquisa urbana. ATLAX é um guia-conceito que explora pontos de vista temáticos: locais que emanam a memória da cidade; alternativas detox para quem gosta de alimentação saudável e orgânica; lugares para experimentar os sabores do Brasil e opções para passeios em lugares que manifestam as particularidades de diversos países, na cidade. Nas 360 páginas podem ser encontrados mais de 500 lugares e eventos e 8 mapas que facilitam os passeios.
Pelo projeto ATLAX Ricardo Feldman conquista o 1º lugar no XXV concurso latino-americano de produtos gráficos Theobaldo de Nigris [México, 2019] e o XXIX Prêmio Fernando Pini de excelência gráfica [São Paulo, 2019].

Referências:
ESTADÃO, Cultura, Fotos. 23 janeiro, 2019. Lançamento do livro Atlax novo guia de São Paulo, de Ricardo Feldman, na Cartel 011. https://cultura.estadao.com.br/galerias/direto-da-fonte,lancamento-do-livro-atlax-novo-guia-de-sao-paulo-de-ricardo-feldman-na-cartel-011,39173
GQ [revista]. por Ademir Correia. 24 janeiro, 2019. O Atlax, idealizado pelo curador Ricardo Feldman, apresenta contornos contemporâneos da megalópole https://gq.globo.com/Cultura/noticia/2019/01/sao-paulo-465-anos-livro-traz-500-imagens-da-capital.html
BEHANCE [site]. 14 março, 2019. Atlax Guia Cultural. https://www.behance.net/gallery/77550553/Atlax-Guia-Cultural-de-Sao-Paulo
FHOX [revista]. Janeiro, 2019. Conheça São Paulo através das fotografias de ATLAX.https://fhox.com.br/variedades/atlax/
REVISTA CARBONOUOMO, Lifestyle por Artur Tavares. 11 janeiro, 2018. Na Casinha. http://carbonouomo.com.br/lifestyle/na-casinha/
CULTURA FM, Rádio Metrópolis, entrevista com Ricardo Feldman. 05 dezembro, 2018. Documentário 'EruditoPopular' será apresentado nesta quinta no Museu da Imagem e do Som
http://culturafm.cmais.com.br/radiometropolis/documentario-eruditopopular-sera-apresentado-nesta-quinta-no-museu-da-imagem-e-do-som
MEIO e MENSAGEM. Comunicação por Roseane Rocha. 8 março, 2017. Ricardo Feldman, da Livre Conteúdo, assina campanha da marca que frisa a liberdade nas escolhas https://www.meioemensagem.com.br/home/comunicacao/2017/03/08/outono-inverno-da-ca-e-com-o-consumidor.html
CPFL site, Notícia. 6 de junho, 2017. Portal de Música Contemporânea disponibiliza ao público o acervo de mais de 13 anos de concertos desenvolvidos pelo Instituto CPFL https://www.cpfl.com.br/releases/Paginas/portal-de-musica-contemporanea-disponibiliza-ao-publico-o-acervo-de-mais-de-anos-de-concertos-desenvolvidos-pelo-instituto-.aspx
CORREIO [jornal Campinas]. 26 novembro, 2018. 'EruditoPopular' estreia na CPFL. http://correio.rac.com.br/_conteudo/2018/11/entretenimento/617897-eruditopopular--estreia-na-cpfl.html
ESTADÃO, Cultura, Fotos.18 julho, 2017. Ricardo Feldman lança livro e o web documentário urbanas. https://cultura.estadao.com.br/galerias/direto-da-fonte,ricardo-feldman-lanca-o-livro-e-o-web-documentario-urbanas-com-fotos-de-ali-karakas-chris-von-ameln-julia-rodrigues-entre-outros-na-livraria-cultura-do-shopping-iguatemi,31957
ZUPI [revista]. Arte e Criatividade por Pâmela Magalhães.10 maio, 2017. Urbanas retrata o street style da mulher brasileira. <https://zupi.pixelshow.co/urbanas-retrata-o-street-style-da-mulher-brasileira>/
TV GLOBO, Programa Bom Dia São Paulo. 3 de julho, 2015: Exposição mostra como eram realizadas as festas e bailes no Brasil. https://globoplay.globo.com/v/4295399/
TV CULTURA, Programa Metrópolis. 14 de julho, 2015. Bailes do Brasil. <https://tvcultura.com.br/videos/48963_metropolis-bailes-do-brasil.html>  
VEJA [revista], Exposições, 2015. Fotos Bailes do Brasil. <https://vejasp.abril.com.br/atracao/bailes-do-brasil/> 
MONDOMODA. Cultura por Jorge Marcelo Oliveira. 20 outubro, 2015. Exposição À Flor da Pele evidencia as diferentes representações do universo feminino. https://mondomoda.com.br/2015/10/20/exposicao-a-flor-da-pele/
AUDACES [site]. 2013. 30 anos de moda no Brasil. http://www.audaces.com/livro-30-anos-de-moda-no-brasil/
CAPRICHO [revista]. 22 julho, 2013. Biblioteca fashion: 15 livros para você saber tudo sobre moda!
https://capricho.abril.com.br/moda/biblioteca-fashion-15-livros-para-voce-saber-tudo-sobre-moda/
VOGUE [Revista]. 13 maio, 2017. Projeto Urbanas mostra temas contemporâneos em livro e web documentário. https://vogue.globo.com/moda/moda-news/noticia/2017/05/projeto-urbanas-mostra-temas-contemporaneos-em-livro-e-web-documentario.html
HILDGARD ANGEL [site]. 17 agosto, 2011. Lacoste nas lentes de Wolfenson e Carème http://www.hildegardangel.com.br/lacoste-nas-lentes-de-wolfenson-e-careme/
MARIE CLAIRE [revista]. 15 de outubro, 2010. Mostra une três décadas de moda aos estudos do artista plástico Flávio de Carvalho sobre o tema
http://revistamarieclaire.globo.com/Revista/Common/0,,EMI179411-17631,00-MOSTRA+UNE+TRES+DECADAS+DE+MODA+AOS+ESTUDOS+DO+ARTISTA+PLASTICO+FLAVIO+DE+C.html
CBN [rádio], quadro Mais São Paulo. Entrevista de Ricardo Feldman para Michel Alcoforado em 13 set. 2019. Acesso em 9 dez. 2019. Disponível em http://cbn.globoradio.globo.com/media/audio/274495/existe-muito-amor-em-e-por-sp.htm
ABIGRAF [revista] n.303 pag. 22. Trabalhos selecionados XXIX Prêmio Fernando Pini 2019.      
Publicações:
Atlax. São Paulo: Ed. Livre. 360 páginas. 2019. ISBN 8588809702
Urbanas. São Paulo. Ed. Livre. 260 páginas. 2016. ISBN 8588809605
Receitas para Animar o Apetite. Ed. Livre. 2015. Ebook.  <https://play.google.com/books/reader?id=lF3NCgAAQBAJ&hl=en&pg=GBS.PT6> 
O Estranho Assimilado. Walmor Corrêa. Ed. Livre. 2015. ISBN 9788568774007
Sapato de Mulher, Um Passeio pelo Imaginário das Brasileiras. Ed. Livre. 205 páginas. 2014. ISBN 9788588809437
Casa Redonda, Uma Experiência em Educação. Ed. Livre. 260 páginas. 2013. ISBN  8588809079
Auditório Ibirapuera, O Projeto Esquecido de Niemeyer. Ed. Livre.160 páginas. 2013. 
Público. Jairo Goldflus. Ed. Livre. 238 páginas. 2012. ISBN 8588809060
Trinta anos de moda no Brasil. Ed. Livre. 272 páginas. 2009. ISBN 8588809044
Eduardo Climachauska. Ed. Livre. 2009. ISBN 9788588809055